# Margaret Tarrant
Margaret Winifred Tarrant (* 19. August 1888 in Battersea, London; † 28. Juli 1959 in Peaslake, Surrey) war eine britische Illustratorin und Kinderbuchautorin, die sich auf Darstellungen von märchenhaften Kindern und religiösen Themen spezialisiert hat. Sie begann ihre Karriere im Alter von 20 Jahren und malte und veröffentlichte bis in die frühen 1950er Jahre.

## Leben
Tarrant wurde in South London als einziges Kind des Landschaftsmalers und Illustrators Percy Tarrant (1855–1934) und seiner Frau Sarah Wyatt (1846–1934) geboren. Sie begann schon früh mit dem Zeichnen und behielt das Interesse am Zeichnen und an der Kunst im Allgemeinen ihr ganzes Leben. Als Kind spielte sie „Kunstausstellung“ und lud ihre Eltern in ein Zelt ein, das sie aus einem Wäscheständer und Staubtüchern gebaut hatte, um ihre Zeichnungen zu betrachten, die darin aufgehängt waren. Sie besuchte die Clapham High School (1898–1905), wo sie mehrere Preise in Kunst gewann. Anschließend besuchte sie die Clapham School of Art, wo sie eine Ausbildung zur Kunstlehrerin begann, diese aber nach Gesprächen mit ihrem Vater abbrach, um sich ganz der Aquarellmalerei und Buchillustration zu widmen.
Tarrant begann ihre Karriere mit dem Entwerfen von Weihnachtskarten, aber es waren ihre Buchillustrationen, die ihr Erfolg und Ruhm einbrachten. Zu den Verlegern, für die sie Karten anfertigte, gehörten die Medici Society, Hale, Cushman & Flint aus Boston, MA, C. W. Faulkner & Co. und Humphrey Milford. Ihre Postkarten waren beliebt, und die Illustrationen, die sie für Nursery Rhymes (1914) anfertigte, wurden als 48 Postkarten neu aufgelegt und mit Erfolg verkauft.
Obwohl sie bereits eine etablierte Künstlerin war, besuchte sie weiterhin Kurse, zunächst 1918, 1921 und 1923 an der Heatherley School of Fine Art. Nach ihrem Umzug nach Peaslake in Surrey belegte sie einen Kurs an der Guildford School of Art, wo sie die Illustratorin Molly Brett kennenlernte und sich mit ihr anfreundete.
Sie verband eine lange und fruchtbare Zusammenarbeit mit der Medici Society, die seit 1920 ihre Postkarten, Kalender, Drucke und andere Werke veröffentlichte und die auch heute noch ihre Werke veröffentlicht. Die Medici Society sponserte 1934 eine sechswöchige Reise nach Palästina, und ein Teil ihres illustrierten Reisetagebuchs wurde 1988 unter dem Titel A Journey to the Holy Land veröffentlicht. 1938 wurde sie Anteilseignerin der Medici Society. Ihre Arbeiten sind nach wie vor beliebt und werden als Grußkarten, Postkarten und Drucke gedruckt. Die Medici Society veröffentlichte 1982 eine kurze Broschüre mit dem Titel Margaret Tarrant and her Pictures.
Ihre hübschen, naturalistischen Illustrationen waren weithin bekannt und sehr beliebt, vor allem in den 1920er und 1930er Jahren, ihrer Hochzeit des Schaffens. Horne schreibt 1994, dass „ihre zart kolorierten und eher sentimentalen Aquarelle und Federzeichnungen bis heute äußerst beliebt sind“.
Tarrant stellte hauptsächlich in Birmingham aus, im Einzelnen 23 Werke in der Royal Birmingham Society of Artists, zwei Werke in der Cooling & Sons Gallery, zwei Werke in der Dudley Gallery und der New Dudley Gallery, acht Werke in der Walker Art Gallery, Liverpool, vier Werke in der Royal Academy und zwei Werke in der Society of Women Artists.
Ihre Eltern starben 1934 innerhalb von drei Monaten, und Tarrant zog um 1935 nach Peaslake in Surrey. Tarrant heiratete nie, schloss aber durch ihre Malerei und ihre Mitgliedschaft in der Kirche viele treue und dauerhafte Freundschaften. Ein Großteil ihres Lebens konzentrierte sich auf die Aktivitäten ihrer Pfarrkirche. Sie half beim Verkauf von Werken für die Church Missionary Society und stellte eine Zeit lang ihr Auto zur Verfügung und fungierte als Fahrerin für den Vikar, der kein eigenes Auto besaß. 1953 verschlechterten sich ihr Gesundheitszustand und ihr Sehvermögen merklich, und 1958 fühlte sie sich zu unwohl, um ihr Haus in Peaslake zu führen, und zog 1958 zu ihrer Kollegin Molly Brett nach Cornwall. Allerdings war sie zu diesem Zeitpunkt bereits sehr krank und verbrachte mehrere Monate im Krankenhaus.
Tarrant starb am 28. Juli 1959. Ihr Nachlass wurde auf etwa 18.000 Pfund geschätzt, und nachdem sie einige Bilder an Freunde vererbt hatte, vermachte sie den Rest ihres Vermögens an zwölf Wohltätigkeitsorganisationen.

## Buchillustrationen (Auswahl)
- The Water-Babies, A Fairy Tale for a Land Baby (1908)
- Autumn Gleanings from the Poets (1910)
- Fairy Stories from Hans Christian Andersen (1910)
- Contes (Charles Perrault, 1910)
- The Pied Piper of Hamelin (Robert Browning, 1912)
- Nursery Rhymes (1914)
- A Picture Birthday Book for Boys and Girls (1915)
- Alice in Wonderland (Lewis Carroll, 1916)
- The Tooksy and Mary Alice Tales (1919)
- Our Day (1923)
- Rhymes of Old Times (1925)
- The Magic Lamplighter (Marion St John Webb, 1926)
- An Alphabet of Magic (Eleanor Farjeon, 1928)
- Mother Goose: Nursery Rhymes (1929)
- The Margaret Tarrant Birthday Book (1932)
- Joan in Flowerland (1935) co-written with Lewis Dutton
- The Margaret Tarrant Nursery Rhyme Book (1944)
- The Story of Christmas (1952)